# O afacere murdară
O afacere murdară (titlul original: în franceză Une sale affaire) este un film polițist francez, realizat în 1981 de regizorul Alain Bonnot, protagoniști fiind actorii Victor Lanoux, Marlène Jobert, Patrick Bouchitey. 

## Conținut
Novak este un inspector de poliție pentru care orice mijloc este echitabil pentru a obține dovezi cu privire la infractori, în special traficanți de droguri. El este pe urmele unui lanț de astfel de traficanți, care include și un oficial al orașului, având nevoie urgentă de dovezi pentru a-l aduce pe politicianul corupt în fața judecătorului și pentru a distruge cartelul de droguri. 

## Distribuție
- Victor Lanoux – Novak
- Marlène Jobert – Hélène
- Patrick Bouchitey – Dunoyer
- Agnès Château – Julia, sora Hélènei
- Etienne Chicot – Florian
- Bernard Crommbe – Bernard, soțul Hélènei
- Christophe Lambert – Mullard
- Jean-Paul Tribout – Doudou
- Nicolas Vogel – Alioti, primarul
- Amandine Rajau – micuța Lola
- Jean-François Dérec – un polițist
- Marion Loran – Arlette, o colegă a Hélènei
- Nathalie Courval – o prostituată
- Henri Marteau – Gabrinelle, traficantul
- Martine Ferrière – secretarul șef
- Jean-Louis Fortuit – Péron
- Richard Lanoux – Jean-Jacques
- Jean-Louis Benoît – Brice
- Bernard Tixier – Fournier
- Gérard Sergue – Serge
- Pierre Hossein – tânărul marinar rus